# MICA (ミサイル)
MICA（ミカ）は、MBDA社により製造されるフランスの対空ミサイル。「MICA」の名称はMissile d'Interception, de Combat et d'Autodéfense（要撃、戦闘および自衛用ミサイル）の頭文字を取って作成されているアクロニムである。
シュペル530の後継空対空ミサイルMICA EM（MICA RF）と、マジックの後継空対空ミサイルMICA IRに加え、VLS発射型としたVL MICAおよびVL MICA NAVALが存在する。

## MICA
EMはélectromagnétiquesに、RFはRadio Frequencyにそれぞれ由来し、アクティブ・レーダー・ホーミング（ARH）誘導型を指す。IRはimagerie infrarougeに由来し、赤外線画像（IIR）誘導型を指す。両者の差異はシーカー部分のみであり、シーカーの交換により互換性を有している。
ファイア・アンド・フォーゲット機能を有し、発射後の目標選定および母機とのリンクによる中間指令誘導が可能である他、ミサイル自体が目標を決定することも可能となっている。また、IR型のシーカーは赤外線捜索追尾システム（IRST）のように使用することもできる。
共通の弾体を使うことで整備性が高められており、アメリカ製のAIM-120 AMRAAMに比較すると小型なため、搭載位置を選ばない点が有利である。ただし、格闘戦用ミサイルとしては大型なため機動性が悪く、中距離ミサイルとしては推進燃料が足りず射程が短くなってしまうことは避けられなかった。
1980年代半ばより開発が開始され、1997年から引き渡し開始。フランスより先に、台湾がミラージュ2000-5の装備として受領を開始し、フランス空軍が採用したのは1999年のことであった。ラファールおよびミラージュ2000-5の主要空対空ミサイルとなっている。
2018年7月には既存のMICAの後継としてMICA NGの開発が発表されている。配備は2026年から2031年の間に行われる計画で同じく電波と赤外線ホーミングの両方が開発される予定。具体的内容としては赤外線シーカーは、より高い感度を提供するマトリックスセンサ電波シーカーにはAESAを使用、電子部品の減少により大量の推進剤を積載することを可能にし、それによってミサイルの射程を拡大する。また新しいダブルパルスロケットモーターを採用して、飛行終端近くのミサイルにエネルギーを与えることで操作性や遠距離での目標を迎撃する能力を向上させる。内部センサーの追加で、その寿命（保管中や輸送中を含む）を通して武器の状態を監視することが可能になり、メンテナンス要件と所有コストの大幅な削減が可能となる見込み。2025年6月19日、ラファール戦闘機から最初の空中実射試験を実施し、成功させた。
2025年6月23日、フランス航空宇宙軍は「超高高度」戦略の一環として、高度20キロメートル以上の気球に対してラファール及びミラージュ2000戦闘機からMICA-IRによる射撃テストを実施し、成功させた。

## VL MICA

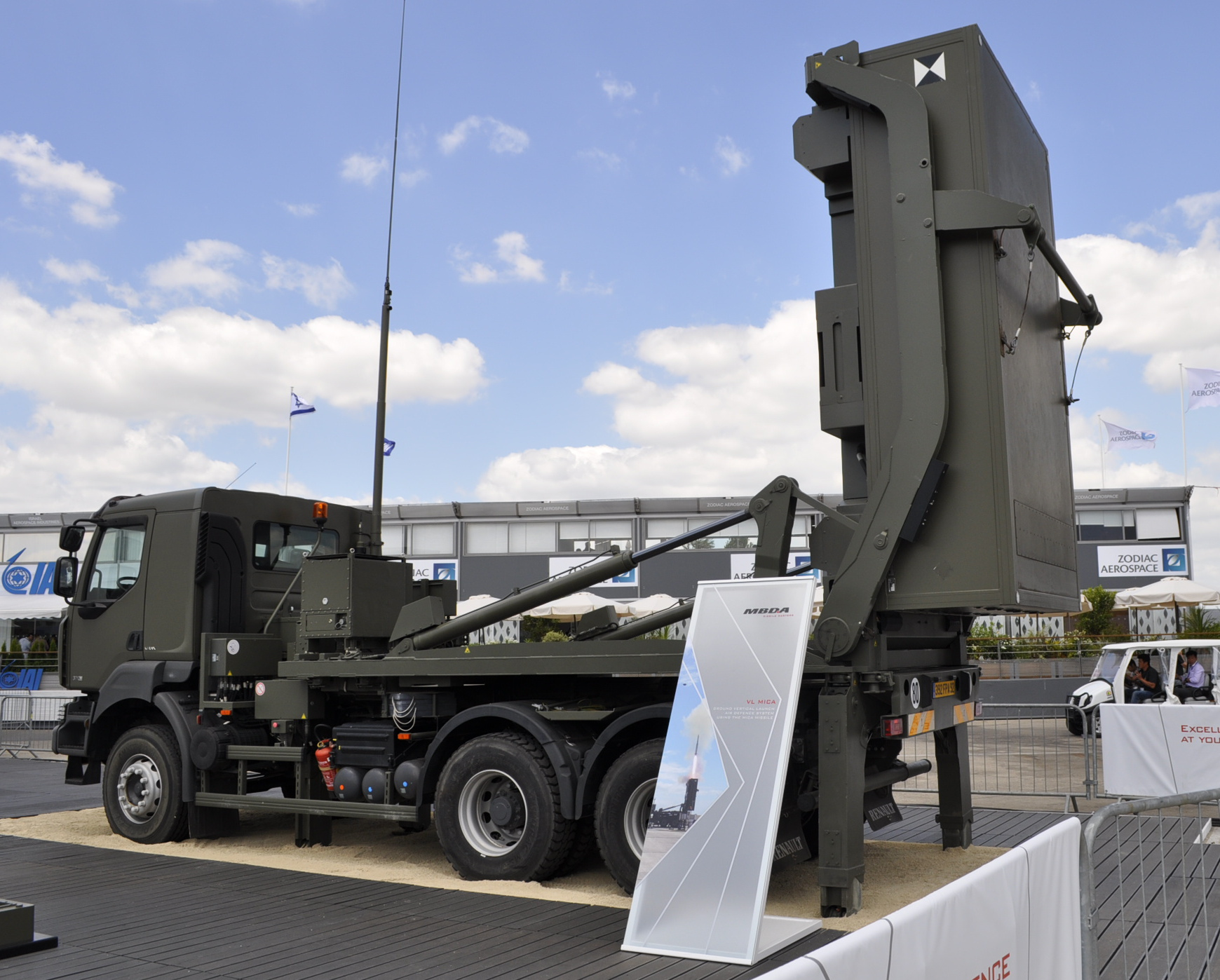
2015年のパリ航空ショーにて展示された、VL MICAのランチャー車両。

VL MICAおよびVL MICA NAVALは、MBDA社の企画によるMICAを転用した垂直発射型対空ミサイルである。30,000ftまで到達可能であるが、射程は12kmと短い。地対空型のVL MICAは、4発のミサイルを収納したランチャーによって運用され、6秒間隔で発射可能である。

## 運用国
- エジプト
- フランス
  - フランス航空宇宙軍 - 2024年時点で、MICA IRおよびMICA RFを保有[6]。
- ギリシャ
  - ギリシャ空軍 - 2024年時点で、MICA IRおよびMICA RFを保有[7]。
- インド
  - インド空軍 - 2024年時点で、MICA IRおよびMICA RFを保有[8]。
- モロッコ
  - モロッコ陸軍 - 2024年時点で、推定6基のVL-MICAを保有[9]。
  - モロッコ空軍 - 2024年時点で、MICA IRおよびMICA RFを保有[10]。
- カタール
  - カタール海軍 - 2023年時点で、ムシェリブ級哨戒艦（英語版）にVL MICAを搭載[11]。
  - カタール空軍 - 2023年時点で、MICA RFを保有[11]。
- 中華民国（台湾）
- アラブ首長国連邦